# Ulica Młodych Techników we Wrocławiu
Ulica Młodych Techników we Wrocławiu – ulica w osiedlu Szczepin; do 1945 nosiła nazwę Anderssenstraße, a w 1946 przejściowo ul. Mogileńska. Przebiega na całej swej długości (ok. 750 metrów) niemal dokładnie południkowo i łączy ul. Długą i ul. Legnicką.
Miejska zabudowa ulicy rozpoczęła się od XIX wieku, kiedy po zajęciu w 1807 Wrocławia przez wojska napoleońskie nakazano miastu rozbiórkę fortyfikacji i rozpoczęła się ekspansja w kierunku przedmieść, w tym Przedmieścia Mikołajskiego. Wcześniej jednak, już w 1788 zlokalizowano przy dzisiejszej ul. Młodych Techników zakład przemysłowy – walcownię cyny, która na początku XX wieku zatrudniała ok. 400 osób.
Oblężenie Festung Breslau pod koniec II wojny światowej zrównało z ziemią wszystkie budynki przy tej ulicy. W latach 70. XX wieku rozpoczęła się zabudowa tej ulicy wielkopłytowymi blokami wielorodzinnymi. Na działce zlokalizowanej w kwartale ulic Młodych Techników, Salezjańskiej, Inowrocławskiej i Zachodniej w latach 1978–1991 wzniesiono nowy kościół pw. Chrystusa Króla według projektu arch. Witolda Jerzego Molickiego, w którym znajduje się także parafia, klasztor salezjanów, ośrodek kultury i Prywatne Salezjańskie Liceum Ogólnokształcące im. św. Dominika Savio.